# 1,3-Ciklohexadién
|  |  |

|  |  |

Az 1,3-ciklohexadién a cikloalkének közé tartozó rendkívül gyúlékony, színtelen folyadék. Törésmutatója 1,475 (20 °C, D).
Hidrogéntranszfer reakciókban hidrogéndonorként használható, mivel benzollá és hidrogénné történő átalakulása exoterm (a hidrogénezési hők alapján gázállapotban mintegy 20 kJ/mol).
A benzolhoz képesti viszonylagos instabilitás ellenére az 1,3-ciklohexadién szerkezet több természetes vegyületben is megtalálható, ilyen például az α-terpinén.
Az 1,4-ciklohexadiénnel összehasonlítva az 1,3-ciklohexadién 1,6 kJ/mol-lal stabilabb, részben a konjugált kettős kötések miatt.

## Fordítás
Ez a szócikk részben vagy egészben  a(z)   1,3-Cyclohexadiene című angol Wikipédia-szócikk ezen változatának fordításán alapul.  Az eredeti cikk szerkesztőit annak laptörténete sorolja fel. Ez a jelzés csupán a megfogalmazás eredetét és a szerzői jogokat jelzi, nem szolgál a cikkben szereplő információk forrásmegjelöléseként.